# Українська мова (монета)
«Украї́нська мо́ва» — пам'ятна монета номіналом 5 гривень, Національного банку України. 
Монету введено в обіг 29 листопада 2023 року. Вона належить до серії «Духовні скарби України».

## Опис та характеристики монети
| Номінал грн. | Метал      | Маса, грам | Діаметр, мм. | Якість виготовлення       | Гурт    | Тираж, штук |
| ------------ | ---------- | ---------- | ------------ | ------------------------- | ------- | ----------- |
| 5            | нейзильбер | 16.54      | 35           | спеціальний анциркулейтед | рифлеий | 75 000      |

### Аверс
На аверсі монети розміщено стилізовану літеру Ї із соловейком, який сидить на одній з точок, що символізує мелодійність та співучість української мови, у центрі літери — малий державний Герб України. Навколо літери «ї» на дзеркальному тлі монети розміщено текстуру із контурів літер української абетки, що асоціативно нагадує гніздо, як символ дому та оберег родини. Внизу монети розміщено її номінал «5», графічний знак гривні і рік карбування монети — «2023», а також логотип Банкнотно-монетного двору Національного банку України.

### Реверс
На реверсі монети в центрі розташовано, яка складається з літер української абетки. Серед фактурних літер композиції вирізняються літери У, К, Р, А, Ї, Н, И, що в поєднанні зі словами НАША МОВА утворюють вислів «наша мова України». Окремі елементи композиції реверсу символізують інтеграцію мови в сучасні гаджети, цифрові пристрої, інформаційні мережі.

## Автори
- Художник: Таран Володимир, Харук Олександр, Харук Сергій;
- Скульптор: Дем'яненко Володимир.

## Вартість монети
НбУ реалізував монету за ціною 135 грн. Фактична приблизна вартість монети, з роками змінювалася так:
| Рік        | 2024 | 2025 | 2026 |
| ---------- | ---- | ---- | ---- |
| Ціна, грн. | 230  | 230  |      |